# Дуб, Григорий Моисеевич
Григо́рий Моисе́евич Дуб (15 июля 1919, Челбасская, Каневской район, Краснодарский край, СССР — 9 марта 1994, Краснодар, Российская Федерация) — советский военнослужащий, младший лейтенант Рабоче-крестьянской Красной Армии, участник Великой Отечественной войны, Герой Советского Союза (1945).

## Биография
Григорий Дуб родился 15 июля 1919 года в станице Челбасская (ныне — Каневской район Краснодарского края) в крестьянской семье. Окончил школу-семилетку, после чего работал начальником пожарной команды. В 1940 году Дуб был призван на службу в Рабоче-крестьянскую Красную Армию. С июня 1942 года — на фронтах Великой Отечественной войны. К маю 1944 года старший сержант Григорий Дуб был помощником командира взвода 1001-го стрелкового полка 279-й стрелковой дивизии 51-й армии 4-го Украинского фронта. Отличился во время боёв за освобождение Севастополя.
9 мая 1944 года на подступах к Севастополю Дуб скрытно подобрался ко вражескому доту в районе высоты 144,4 и забросал его гранатами. Вступил в рукопашную схватку с охранением дота. Захватив крупнокалиберный пулемёт, он успешно отразил контратаку вражеских подразделений.
Указом Президиума Верховного Совета СССР от 24 марта 1945 года старший сержант Григорий Дуб был удостоен высокого звания Героя Советского Союза с вручением ордена Ленина и медали «Золотая Звезда».
В 1945 году в звании младшего лейтенанта Дуб был уволен в запас. Окончил Краснодарскую краевую партийную школу, после чего работал председателем сельского совета, затем техником в Гражданском воздушном флоте. Проживал в станице Крыловской Ленинградского района Краснодарского края. Умер 9 марта 1994 года в Краснодаре, похоронен в Крыловской.
Был также награждён двумя орденами Отечественной войны 1-й степени, орденом Красной Звезды, рядом медалей.